# China (Kagoshima)
China  (en japonés: 知名町, China-chō) es un municipio del distrito de Ōshima de la Prefectura de Kagoshima, Japón. Su  área es de 53,29 km² y su población de 6775 habitantes. Sus símbolos locales son en árbol Baniano y la flor Hibiscus.

## Historia
El área fue reconocida oficialmente como un poblado en 1888 con la creación de la Oficina China de Pueblo (知名 村 役 场). Fue ascendida de "pueblo" a "ciudad" de estado en 1946, durante la Ocupación de Japón.

## Geografía
China está localizada en una isla llamada Okinoerabujima , es uno de dos pueblos de la isla.NHK lo describe como una de las playas más bonitas de la isla.
Los lugares naturales de interés junto al mar incluyen, la bahía Ushishi(ウシ シ 海岸) y el cabo Tamina (田 皆 岬).
Otro de los atractivos turísticos de la ciudad son las  Cuevas Shōryū de 3500 metros de largo  (升 竜 洞). Fueron descubiertas en 1963 y sami abiertas al público ese mismo año.

## Transporte
Localizad en la ruta 84 de la prefectura Kagoshima. El único aeropuerto del área es el Okinoerabu Airport a 80 minutos de distancia, también conectada por ferrocarril  a la capital Kagoshima y dura entre 17 y 18 horas.

## Economía
La caña de azúcar, papa, maní y la agricultura son los más importantes. La floricultura también se practica. Un total de 1.958 hectáreas de tierras se cultivan en la ciudad. Sin embargo, debido a la falta de puestos de trabajo local, ha habido un flujo de salida de los residentes.